# Concurso de camiseta molhada
Concurso de camiseta molhada ou concurso gata molhada(pt-BR) ou concurso de t-shirt molhada(pt-PT?) é uma modalidade de concurso de beleza feminino onde as participantes, utilizando geralmente uma camiseta (t-shirt) branca no tronco, sem sutiã, são atingidas por água. Deste modo, o tecido molhado adere à pele, tornando-se transparente, passando a ser possível observar o peito e o formato de seu corpo.

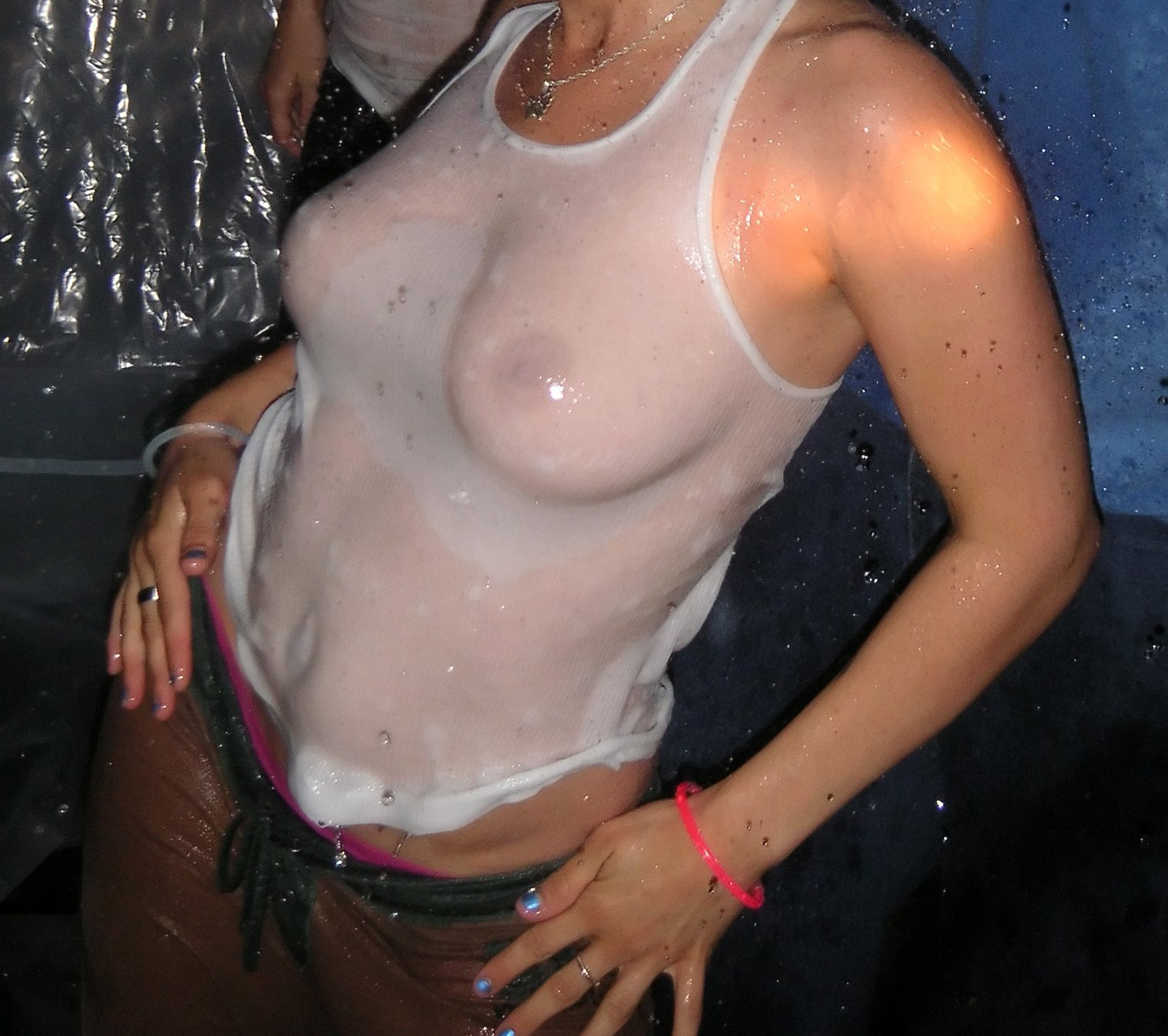
Uma garota participante de um concurso de camiseta molhada

Muitas vezes, é utilizada água fria com a finalidade de causar a contração do peito e uma ereção dos mamilos. Já molhadas, as participantes dançam ou desfilam e são julgadas por jurados.
Estes concursos são uma característica da cultura norte-americana, fortemente relacionada com festas universitárias. Tem um lugar num certo conceito de turismo de férias balneares para jovens.

## No Brasil
Concursos deste tipo ocorrem em diversos eventos, como por exemplo em festivais de motociclismo.
Uma das provas do programa Domingo Legal, apresentado por Gugu Liberato consistia em que com pistolas d´agua os convidados do programa tinham que molhar diversas garotas com camisa branca para descobrir um código que abria um cofre. Anos antes, em 1991, o programa Sabadão Sertanejo também apresentado por Gugu realizava um concurso em que diversas modelos dançavam em baixo de um chuveiro ligado. Entre 1997 e 1999, Soraya Koerich se consagrou tri-campeã do concurso, deixando para trás diversas concorrentes como as modelos Núbia Oliver e Nana Gouvêa.